# Florbalová akademie MB
Florbalová akademie MB (podle sponzora také MITEL Florbalová akademie MB) je florbalový klub z Mladé Boleslavi založený v roce 2004. Klub je součástí 1.PTS Táborník.
Ženský tým hraje od sezóny 2023/2024 1. florbalovou ligu žen (druhou nejvyšší soutěž). Ve třech sezónách 2020/2021 až 2022/2023 hrál Extraligu žen. Ve všech extraligových ročnících bojoval o udržení v soutěži. Tým vznikl z oddílu VSK Medik – Ovocné Báze a součástí Florbalové akademie je od sezóny 2009/2010. Tým žen VSK Medik hrál nejvyšší soutěž v sezónách 2004/2005 a 2005/2006, z toho v první sezóně nepostoupil do play-off jen o rozdíl ve skóre.
Mužský tým hraje Divizi mužů, tedy čtvrtou nejvyšší soutěž mužů. Tým vznikl z oddílu SKP Nymburk.
Oddíl spolupracuje se superligovým klubem Florbal MB v rámci Tréninkového centra mládeže Středočeského kraje.

## Ženský tým

### Sezóny VSK Medik – Ovocné Báze
| Sezóna    | Úroveň | Soutěž             | Umístění | Poznámka |
| --------- | ------ | ------------------ | -------- | --- |
| 2000/2001 | 2      | 2. liga            |          | [ 10 ] |
| 2001/2002 | 2      | 2. liga            |          | [ 11 ] |
| 2002/2003 | 2      | 2. liga            |          | [ 12 ] |
| 2003/2004 | 2      | 2. liga            |          | Postup z druhého místa ve své divizi, místo prvního týmu FBK Bohemians DHS Praha, který se spojil s FbŠ Praha |
| 2004/2005 | 1      | 1. liga            | 9.       | První místo ve skupině o udržení                                                                              |
| 2005/2006 | 1      | 1. liga            | 11.      | Třetí místo ve skupině o udržení – Sestup do nižší ligy                                                       |
| 2006/2007 | 2      | 1. liga – divize I |          | [ 15 ] |
| 2007/2008 | 2      | 1. liga – divize I |          | První místo v divizi, tým se ale postupu vzdal                                                                |
| 2008/2009 | 2      | 1. liga – divize I |          | [ 17 ] |

### Sezóny Florbalové akademie MB
| Sezóna    | Úroveň | Soutěž                  | Umístění | Poznámka |
| --------- | ------ | ----------------------- | -------- | --- |
| 2009/2010 | 2      | 1. liga – divize I      |          | [ 18 ] |
| 2010/2011 | 2      | 1. liga – divize I      |          | [ 19 ] |
| 2011/2012 | 2      | 1. liga – divize I      |          | [ 20 ] |
| 2012/2013 | 2      | 1. liga – divize I      |          | [ 21 ] |
| 2013/2014 | 2      | 1. liga – divize I      |          | [ 22 ] |
| 2014/2015 | 2      | 1. liga                 |          | Vypadnutí v semifinále play-off proti itelligence Bulldogs Brno                                                                                                 |
| 2015/2016 | 2      | 1. liga                 |          | Vypadnutí v semifinále play-off proti IBK Hradec Králové |
| 2016/2017 | 2      | 1. liga (skupina západ) |          | Vypadnutí v semifinále play-off proti Únětická 12° Tatran Střešovice                                                                                            |
| 2017/2018 | 2      | 1. liga (skupina západ) |          | Vypadnutí v semifinále play-off proti itelligence Bulldogs Brno                                                                                                 |
| 2018/2019 | 2      | 1. liga (skupina západ) |          | Vypadnutí v semifinále play-off proti Bulldogs Brno |
| 2019/2020 | 2      | 1. liga (skupina západ) |          | Sezóna ukončena po výhře v osmifinále play-off proti Florbal Chomutov – Tým postoupil do Extraligy žen jako náhrada za nepřihlášený tým Crazy girls FBC Liberec |
| 2020/2021 | 1      | Extraliga               | 11.      | Play-down zrušeno, protože sezóna 1. ligy nebyla dohrána |
| 2021/2022 | 1      | Extraliga               | 10.      | Výhra v 1. kole play-down proti K1 Florbal Židenice |
| 2022/2023 | 1      | Extraliga               | 12.      | Prohra v 2. kole play-down proti Panthers Praha – Sestup do nižší ligy                                                                                          |
| 2023/2024 | 2      | 1. liga (skupina západ) |          | Vypadnutí ve čtvrtfinále play-off proti Florbal Chomutov |